# Ангола на летних Олимпийских играх 1988
Ангола принимала участие в Летних Олимпийских играх 1988 года в Сеуле (Республика Корея) во второй раз за свою историю, пропустив Летние Олимпийские игры 1984 года, но не завоевала ни одной медали. Сборную страны представляли 19 мужчин и 5 женщин, участвовавших в соревнованиях по боксу, дэюдо, лёгкой атлетике и плаванию.

## Бокс
Спортсменов — 3
| Спортсмен            | Категория | 1/32 финала           | 1/16 финала            | 1/8 финала             | 1/4 финала           | Полуфинал            | Финал                |
| Спортсмен            | Категория | Соперник и результат  | Соперник и результат   | Соперник и результат   | Соперник и результат | Соперник и результат | Соперник и результат |
| -------------------- | --------- | --------------------- | ---------------------- | ---------------------- | -------------------- | -------------------- | -------------------- |
| Мануэль Гомеш        | 54 кг     | Слиман Зенгли Пор 0:5 | Не прошёл              | Не прошёл              | Не прошёл            | Не прошёл            | Не прошёл            |
| Адао Нзузи           | 67 кг     | Фидель Моинга Пор 0:5 | Не прошёл              | Не прошёл              | Не прошёл            | Не прошёл            | Не прошёл            |
| Аполинарио Сильвейра | 71 кг     | -                     | Мохамед Орунги Поб RSC | Ричард Вудхолл Поб 0:5 | Не прошёл            | Не прошёл            | Не прошёл            |

## Дзюдо
Спортсменов — 7
| Спортсмен           | Категория   | 1/32                | 1/16                      | 1/8                      | 1/4                  | 1/2                  | 1-й доп. раунд           | Утешит. четвертьфинал | Утешит. полуфинал    | За 3 место           | Финал                |
| Спортсмен           | Категория   | Соперник Результат  | Соперник Результат        | Соперник Результат       | Соперник Результат   | Соперник Результат   | Соперник Результат       | Соперник Результат    | Соперник Результат   | Соперник Результат   | Соперник Результат   |
| ------------------- | ----------- | ------------------- | ------------------------- | ------------------------ | -------------------- | -------------------- | ------------------------ | --------------------- | -------------------- | -------------------- | -------------------- |
| Абао Бартоломеу     | До 60 кг    | -                   | Шинжи Хосокава пор иппон  | Закончил выступление     | Закончил выступление | Закончил выступление | Закончил выступление     | Закончил выступление  | Закончил выступление | Закончил выступление | Закончил выступление |
| Луиш Фортунато      | До 65 кг    | -                   | Бруно Карабетта пор иппон | Закончил выступление     | Закончил выступление | Закончил выступление | Закончил выступление     | Закончил выступление  | Закончил выступление | Закончил выступление | Закончил выступление |
| Лотуала Н’Добасси   | До 71 кг    | Свен Лолл пор иппон | Не прошёл                 | Не прошёл                | Не прошёл            | Не прошёл            | Йоханнес Вёлвенд пор юко | Закончил выступление  | Закончил выступление | Закончил выступление | Закончил выступление |
| Рикардо Жозе Бой    | До 78 кг    | -                   | Паскаль Тайо пор иппон    | Закончил выступление     | Закончил выступление | Закончил выступление | Закончил выступление     | Закончил выступление  | Закончил выступление | Закончил выступление | Закончил выступление |
| Жозе Антонио Инасио | До 86 кг    | -                   | Акинобу Осако пор иппон   | Закончил выступление     | Закончил выступление | Закончил выступление | Закончил выступление     | Закончил выступление  | Закончил выступление | Закончил выступление | Закончил выступление |
| Жозе Антонио Инасио | До 95 кг    |                     | -                         | Теодорус Мейер пор иппон | Закончил выступление | Закончил выступление | Закончил выступление     | Закончил выступление  | Закончил выступление | Закончил выступление | Закончил выступление |
| Хелдер де Карвальо  | Свыше 95 кг |                     | -                         | Анджей Басик пор иппон   | Закончил выступление | Закончил выступление | Закончил выступление     | Закончил выступление  | Закончил выступление | Закончил выступление | Закончил выступление |

## Лёгкая атлетика
Спортсменов — 6
Мужчины
| Спортсмен          | Соревнование   | Предварительный раунд | Предварительный раунд | Полуфинал | Полуфинал | Четвертьфинал | Четвертьфинал | Финал     | Финал     |
| Спортсмен          | Соревнование   | Результат             | Место                 | Результат | Место     | Результат     | Место         | Результат | Место     |
| ------------------ | -------------- | --------------------- | --------------------- | --------- | --------- | ------------- | ------------- | --------- | --------- |
| Антонио Фернандеш  | 100м           | 10,92                 | 8                     | Не прошёл | Не прошёл | Не прошёл     | Не прошёл     | Не прошёл | Не прошёл |
| Антонио Фернандеш  | 200м           | Дисквалифицирован     | -                     | Не прошёл | Не прошёл | Не прошёл     | Не прошёл     | Не прошёл | Не прошёл |
| Жоао Н’Тьямба      | 800м           | 1.53,23               | 7                     | Не прошёл | Не прошёл | Не прошёл     | Не прошёл     | Не прошёл | Не прошёл |
| Эуженио Котомби    | 1500м          | 3.54,25               | 13                    | Не прошёл | Не прошёл | Не прошёл     | Не прошёл     | Не прошёл | Не прошёл |
| Жоао Корвальо      | Марафон        |                       |                       |           |           |               |               | 2:40.45   | 74        |
| Антонио дос Сантос | Тройной прыжок | NM                    | -                     | Не прошёл | Не прошёл | Не прошёл     | Не прошёл     | Не прошёл | Не прошёл |

Женщины
| Спортсмен          | Соревнование | Забег     | Забег | Полуфинал | Полуфинал | Четвертьфинал | Четвертьфинал | Финал     | Финал     |
| Спортсмен          | Соревнование | Результат | Место | Результат | Место     | Результат     | Место         | Результат | Место     |
| ------------------ | ------------ | --------- | ----- | --------- | --------- | ------------- | ------------- | --------- | --------- |
| Жильермина да Круш | 100м         | 12,47     | 7     | Не прошла | Не прошла | Не прошла     | Не прошла     | Не прошла | Не прошла |
| Жильермина да Круш | 200м         | 25,62     | 7     | Не прошла | Не прошла | Не прошла     | Не прошла     | Не прошла | Не прошла |

## Плавание
Спортсменов — 8
Мужчины
| Спортсмен          | Вид                 | Заплыв              | Заплыв | Полуфинал | Полуфинал | Финал     | Финал     |
| Спортсмен          | Вид                 | Результат           | Место  | Результат | Место     | Результат |           |
| ------------------ | ------------------- | ------------------- | ------ | --------- | --------- | --------- | --------- |
| Педро Лима         | 50 м вольный стиль  | Дисквалифи- цирован | -      | Не прошёл | Не прошёл | Не прошёл | Не прошёл |
| Педро Лима         | 100 м вольный стиль | 55,53               | 62     | Не прошёл | Не прошёл | Не прошёл | Не прошёл |
| Педро Лима         | 100 м баттерфляй    | 59,21               | 42     | Не прошёл | Не прошёл | Не прошёл | Не прошёл |
| Жаспар Фрагата     | 100 м брасс         | 1.16,18             | 59     | Не прошёл | Не прошёл | Не прошёл | Не прошёл |
| Вивальдо Фернандеш | 100 м брасс         | 1.17,98             | 61     | Не прошёл | Не прошёл | Не прошёл | Не прошёл |
| Жорже Гомеш        | 100 м баттерфляй    | 1.09,60             | 51     | Не прошёл | Не прошёл | Не прошёл | Не прошёл |

Женщины
| Спортсмен       | Вид                 | Заплыв    | Заплыв | Полуфинал | Полуфинал | Финал     | Финал     |
| Спортсмен       | Вид                 | Результат | Место  | Результат | Место     | Результат |           |
| --------------- | ------------------- | --------- | ------ | --------- | --------- | --------- | --------- |
| Эльза Фрейре    | 50 м вольный стиль  | 29,54     | 47     | Не прошла | Не прошла | Не прошла | Не прошла |
| Эльза Фрейре    | 100 м вольный стиль | 1.05,47   | 55     | Не прошла | Не прошла | Не прошла | Не прошла |
| Эльза Фрейре    | 100 м на спине      | 1.15,56   | 39     | Не прошла | Не прошла | Не прошла | Не прошла |
| Эльза Фрейре    | 100 м на спине      | 1.15,56   | 39     | Не прошла | Не прошла | Не прошла | Не прошла |
| Ана Мартинс     | 50 м вольный стиль  | 29,74     | 49     | Не прошла | Не прошла | Не прошла | Не прошла |
| Ана Мартинс     | 100 м брасс         | 1.24,01   | 41     | Не прошла | Не прошла | Не прошла | Не прошла |
| Карла Фернандещ | 100 м вольный стиль | 1.08,57   | 57     | Не прошла | Не прошла | Не прошла | Не прошла |
| Карла Фернандещ | 100 м на спине      | 1.21,58   | 41     | Не прошла | Не прошла | Не прошла | Не прошла |
| Надя Круш       | 100 м брасс         | 1.24,46   | 42     | Не прошла | Не прошла | Не прошла | Не прошла |